# Абаза, Мариам
Мариам Абача (англ. Maryam Abacha; род. 4 марта 1949, Кадуна, Колония и протекторат Нигерия) — первая леди Нигерии (17 ноября 1993 — 8 июня 1998), жена президента Нигерии Сани Абачи (1943—1998).
Среди её работ во время президентства мужа создание Национальной больницы в Абудже (первоначально Национальной больницы для женщин и детей). А также Больницы для женщин и детей Мариам Абачи в штате Сокото, которая также носит ее им.
Период правления её мужа был отмечен коррупцией, гонениями на инакомыслящих и серией внешнеполитических неудач.
После смерти мужа Мариям была поймана при попытке покинуть Нигерию с 38 чемоданами, наполненными наличными. По состоянию на 2000 год оставалась в Нигерии и продолжала заявлять о невиновности своего мужа, несмотря на несколько приписываемых ему нарушений прав человека.
Проживает в штате Кано, Север. В браке родила 10 детей: 7 сыновей и 3 дочери.
Старший сын Ибрагим погиб в авиакатастрофе в 1996 году недалеко от аэропорта Кано.
В июне 2010 года младший сын, Абба Абача (род. 1968), был условно осуждён швейцарским судом в Женеве на 24 месяца тюремного заключения за «отмывание денег» в период правления своего отца. Абба, вместе со своим старшим братом Мохаммедом, контролировал значительную часть денег своего отца после открытия секретных счетов в швейцарских банках. Часть этих денег (около 600 миллионов долларов) Швейцария возвратила Нигерии по просьбе этой страны.